# Głos Lubelski
Głos Lubelski (dt. Lubliner Stimme) war eine politische Tageszeitung herausgegeben von der nationalistischen Bewegung Narodowa Demokracja in Lublin.

## Entstehung und Anfangszeit
Nationalistisch-demokratische Aktivisten in Lublin kooperierten  in der Zeit der Jahrhundertwende mit verschiedenen Zeitungen, wie z. B. der Gazeta Lubelska, Goniec Lubelski, und Ziemia Lubelska. Das Ausscheiden von Roman Śliwicki des Herausgebers der letztgenannten Schrift aus der nationalistischen Bewegung ließ es notwendig werden, eine neue Zeitung herauszugeben. Im Frühjahr 1913 gab der Gubernator der Wojewodschaft seine Zustimmung dafür. Anfangs wurde die Zeitung noch wöchentlich herausgegeben, doch schon vor Ende desselben Jahres wurde sie zu einer Tageszeitung umstrukturiert.  Der erste Redakteur wurde Władysław Rogowski, doch nur zwei Monate später ersetzte ihn Wacław Kryński. Die Zeitung gehörte der politischen Untergrundorganisation Liga Narodowa. Obwohl die Narodowa Demokracja prorussisch auftrat, wurden über die Zeitung mehrfach Geldbußen verhängt, da sie polnische Nationalinteressen vertrat.

## Während des Ersten Weltkriegs
Der Ausbruch des Ersten Weltkrieges führte zu Problemen bei der Herausgabe der Zeitung. Einerseits wurden nun die Abgabe von Papier und Druckfarbe reglementiert, andererseits hatte die Unterstützung der Russen im Krieg einen Absatzeinbruch zur Folge, da in Lublin eine breite Gegnerschaft zu den russischen Truppen bestand. Die Anzahl der Abonnenten fiel, bis die ehemals häufig gekaufte Zeitung fast verschwand. 1915, noch vor dem Kriegseintritt Österreich-Ungarns verließen die Redaktionsmitglieder der Tageszeitung die Stadt. Nur dank des entschlossenen Engagements Ryszard Wojdalińskis, einem jungen Mitglied der Liga Narodowa, erschien die Zeitschrift weiterhin. Der Redakteur nahm die gemäßigte politische Richtung wieder auf, hier ersetzte ihn bald Józef Guzowski. Dieser war aber ein Kritiker der Idee der Liga Narodowa, was zur Demolierung der Redaktionsräume durch Anhänger Piłsudskis führte, daraufhin kehrte der ehemalige Redakteur in sein Amt zurück. Als geschickter Organisator zu Zeiten günstigen politischen Umständen (Sieg der Alliierten über die Mittelmächte) führte er die Zeitung aus der Krise. Mit der Zeit verteidigte das Blatt die polnischen Interessen immer stärker.

## Zweite Polnische Republik
Im unabhängigen Polen wurde die Zeitung zur populärsten Tageszeitung in Lublin. Nach dem Weggang des bisherigen Redakteurs (Wojdaliński wurde Abgeordneter des Sejm) trat 1919 Stanisław Sasorski den Posten an. Die Zeitung kritisierte Józef Piłsudski so scharf, dass sie beinahe kurzzeitig ihr Veröffentlichungsrecht verloren hätte. Anfang Januar 1920 begann man die Aufgaben des Chefredakteurs zu verändern. 1922 wurde das Blatt formal dem Związek Ludowo-Narodowy unterstellt. Die Redaktionsräume waren häufig das Ziel von Zerstörungen, Attacken und eine Adresse, an die Drohbriefe geschickt wurden. Trotz allem war die erste Hälfte der 20er Jahre für die Tageszeitung eine produktive und erfolgreiche Zeit.
Der Maiputsch 1926 wirkte sich negativ auf die Verkaufszahlen des Blattes aus. Die Zeitung war Zensurschikanen ausgesetzt und wurde unter anderem konfisziert. Das führte zu einer Abmilderung der politischen Linie. Unter finanziellen Gesichtspunkten war die Zeit der Weltwirtschaftskrise die schwierigste. Nur dank der finanziellen Unterstützung der Stronnictwo Narodowe und durch Werbeeinnahmen von Gutsbesitzern aus der Gegend konnte sich die Zeitung am Zeitungsmarkt halten. Die finanziellen Probleme wurden noch schwerer, als im Kreise er Redakteure interne Konflikte auftraten.
Die Existenz des Blattes endete mit dem Ausbruch des Zweiten Weltkrieges. Die letzte Ausgabe erschien am 17. September 1939. Mit dem Einverständnis der russischen Besatzungsmacht erschienen im Oktober desselben Jahres noch einige Ausgaben, aber schlussendlich wurde die Zeitung geschlossen.